# Penguin (míssil)
El Penguin és un míssil antivaixell, anomenat AGM-119 a les forces armades dels Estats Units, d'abast mitjà i guia per infrarojos.

## Operadors
- Austràlia: Adquirit per al seu ús en helicòpters de la marina (comanda cancel·lada).
- Brasil: Adquirit per al seu ús en helicòpters S-70B de la marina brasilera, el 2008 i 2012.[1][2]
- Grècia: En servei des del 1980.
- Noruega: Utilitzats tant per la marina (1972) com per la força aèria (1989).
- Espanya: En servei des del 2003.
- Suècia: En servei des del 1980.
- Turquia: En servei des del 1972.
- Estats Units: En servei amb la United States Navy com a AGM-119 (des del 1994).
- Nova Zelanda: (entraran en servei el 2016) sistema de míssils i helicòpters comprats als australians que han cancel·lat la seva implementació.[3][4]